# Colonia Cuauhtémoc, Oaxaca
Colonia Cuauhtémoc är en ort i Mexiko.   Den ligger i kommunen San Mateo del Mar och delstaten Oaxaca, i den sydöstra delen av landet, 600 km sydost om huvudstaden Mexico City. Colonia Cuauhtémoc ligger 3 meter över havet och antalet invånare är 749.
Terrängen runt Colonia Cuauhtémoc är platt. Havet är nära Colonia Cuauhtémoc söderut.  Närmaste större samhälle är Salina Cruz, 8,7 km väster om Colonia Cuauhtémoc. 